# Ед Беглі молодший
Ед Беглі молодший (англ. Ed Begley, Jr.; нар. 16 вересня 1949) — американський актор.

## Життєпис
Ед Беглі молодший народився 16 вересня 1949 року в Лос-Анджелесі, штат Каліфорнія. Батько Ед Беглі актор, мати Аманда Хафф Беглі. Вчився у середній школі Ван Нуйс, Каліфорнія. Навчався в кадетській школі Stella Niagara Education Park в Льюістоні, Нью-Йорк. Працював вісім років коміком, а також робив рекламу, як помічник оператора на телебаченні.

## Кар'єра
Вперше Ед з'явився на телеекранах в 1967 році в одному з епізодів серіалу «Мої три сини». Він був запрошеною зіркою в серіалах «Мод» (1972), «Сьоме небо» (1999—2003), «Клієнт завжди мертвий» (2001—2005), «Королівський госпіталь» (2004) та «Уповільнений розвиток» (2005—2013). За роль доктора Віктора Ерліха в телесеріалі «Сент-Елсвер» (1982—1988), він номінувався на премію «Еммі» за кожен сезон. Виконав роль сержанта Грінбіна в серіалі «Зоряний крейсер Галактика», і роль Сета Джіллетта, сенатора-демократа від Північної Дакоти в телесеріалі «Західне крило». Також зіграв у фільмах «Під покровом ночі» (1977), «Сині комірці» (1978), «Прямуючи на південь» (1978), «Елвіс» (1979), «Приватні уроки» (1981), «Люди-коти» (1982), «Вулиці у вогні» (1984), «Амазонки на Місяці» (1987), «Турист мимоволі» (1988), «Сімейство Епплгейт» (1990), «Навіть дівчата-ковбої іноді сумують» (1993), «Бетмен назавжди» (1995), «Анатомія пороку» (2001), «Дивні родичі» (2006), «Будь що буде» (2009), «Воруши ластами!» (2010), «Скільки у тебе?» (2011). З 2000 року Ед є членом ради Академії кінематографічних мистецтв і наук.

## Особисте життя
Ед Беглі молодший вперше одружився 31 жовтня 1976 року на Інгрід Тейлор. У них народилися дочка Аманди Беглі (3 жовтня 1977) та син Ніколас Тейлор Беглі (4 січня 1979). Розлучилися в жовтні 1989 року. Другий раз одружився з Рейчел Карсон 23 серпня 2000 року у Лас-Вегасі. У них є дочка Хейден.

## Фільмографія (вибіркова)
- 1976 — Залишайся голодним / Stay Hungry
- 1978 — Прямуючи на південь / Goin' South
- 1978—1994 — Коломбо / Columbo
- 1979 — Елвіс / Elvis
- 1979 — M*A*S*H / M*A*S*H
- 1982 — Люди-коти / Cat People
- 1982 — Офіцер і джентльмен / An Officer and a Gentleman
- 1984 — Вулиці у вогні / Streets of Fire
- 1985 — Трансільванія 6-5000 / Transylvania 6-5000
- 1987 — Амазонки на Місяці / Amazon Women on the Moon
- 1988 — Турист мимоволі / The Accidental Tourist
- 1994 — Гострі відчуття / Sensation
- 1995 — Бетмен назавжди / Batman Forever
- 2001 — Вірус кохання / Get Over It
- 2004 — Королівський госпіталь / Kingdom Hospital
- 2008 — Ананасовий експрес / Pineapple express
- 2011 — Скільки у тебе? / What's Your Number?
- 2014 — Ти не ти / You're Not You
- 2016 — Мисливці на привидів / Ghostbusters
- 2017 — Людина майбутнього / Future Man
- 2017 — Каліфорнійський дорожній патруль / Future Man
- 2019 — Плюс один / Plus One
- 2023 — Переслідувач / Strange Darling